# Crazia (Münze)
Die Crazia, seltener Cracia, war die Bezeichnung einer silbernen Scheidemünze im Großherzogtum Toskana. Vermutet wird die Herkunft der Münzbezeichnung vom Namen des deutschen Kreuzers.
Die kleine Münze wurde im Auftrag der Großherzöge Cosimo I. bis Gian Gastone geprägt. Viele Nachmünzungen erfolgten in den oberitalienischen Kleinstaaten.
Auf der Rückseite war stehend Johannes der Täufer dargestellt.
Eine Crazia wurde mit 1 Soldo 8 Denari (= 1⁄12 Lira) bewertet und entsprach 5 Quattrini, 8 Crazie gaben einen Paolo, 24 eine Testone und 84 einen Scudo. Der Wert entsprach etwa 1 - 1 1⁄2 Kreuzern.
Briefmarken der Toskana um 1851 hatten beispielsweise Werte mit 4 und mit 60 Crazie.

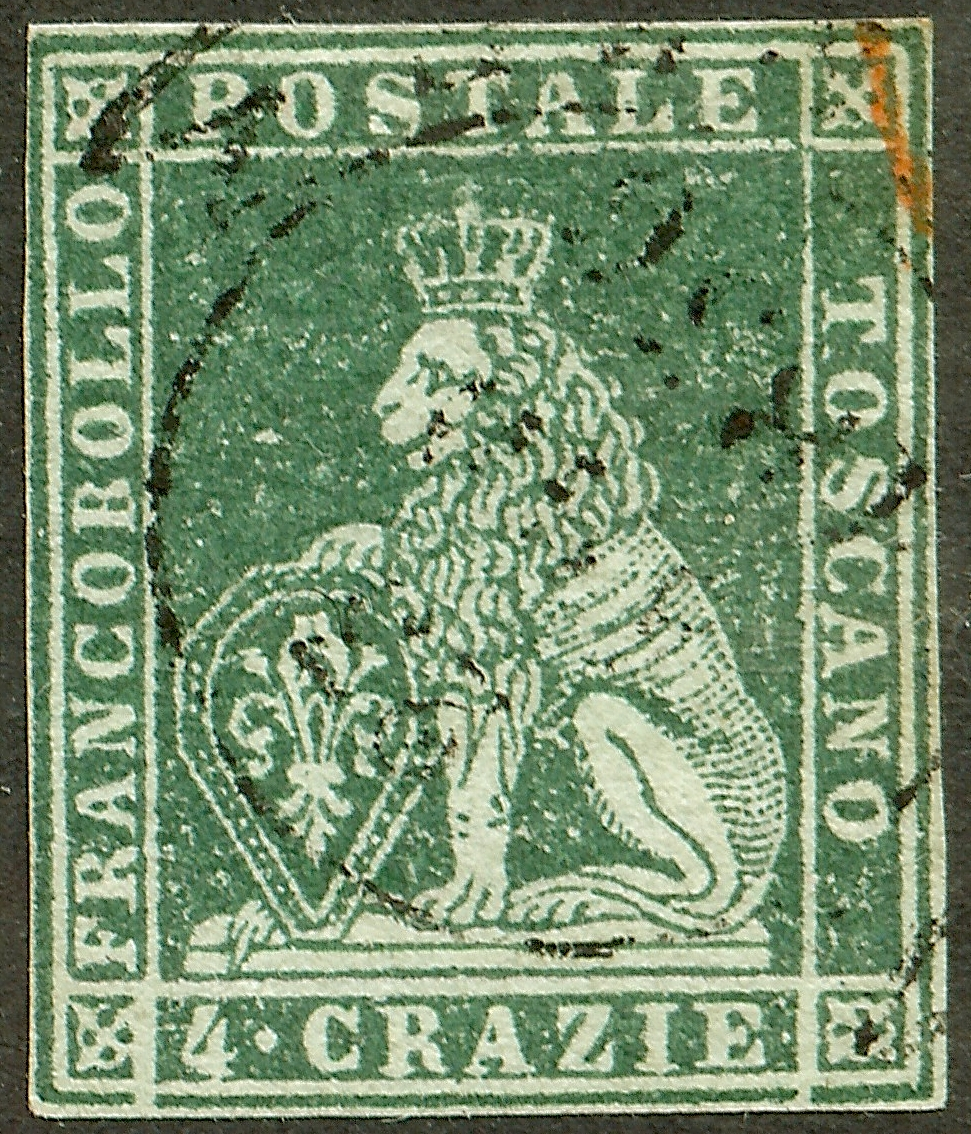
Briefmarke mit einem Wert von 4 Crazie

Crazia stand allgemein für 1⁄12 und wurde auch als Längenmaß für 1⁄12 Braccio verwendet.
Geprägt wurden Crazie auch in Triest, hier entsprach er dem (rheinischen) Kreuzer (1⁄60 Fiorino).
Im 18. Jahrhundert wurden in Triest folgende Konventionsmünzen herausgegeben:
- Zecchini zu 250 Crazie (4 fl. 10 cr.),
- Talari zu 120 Crazie (2 fl.),
- Fiorini zu 60 Crazie (1 fl.),
- Stücke von 20, 17, 10, 7 und 3 Crazie.